# Forfatterweb
Forfatterweb er et digitalt illustreret forfatterleksikon med portrætter af danske og udenlandske forfatterskaber samt artikler om perioder og genrer. Det indeholder også artikler med analyseredskaber til hjælp for uddannelsessøgende, der skal skrive opgaver. I december 2023 indeholdt artikelsamlingen ca. 1100 portrætter af forfattere og bogillustratorer, skrevet af fagfolk. Det er tanken at udvide databasen med ca. 60 portrætter årligt.
Websitet ejes og drives af DBC Digital A/S, og målgruppen er de danske folkebibliotekers litteraturformidling og læsegrupper samt undervisning og opgaveskrivning, ikke mindst på gymnasier, HF og i grundskolernes overbygning. Opslagsværket er hermed en parallel til DBC's tilsvarende service Faktalink, en artikelsamling med oversigt over mange forskellige især historiske og samfundsfaglige emner for den samme målgruppe. Adgang til artiklerne sker typisk ved login via et folkebibliotek eller en uddannelsesinstitution.

## Populæreste artikler
De fem mest læste forfatterportrætter var (ultimo december 2023) ifølge sitet selv Anna Juul, Hassan Preisler, Amalie Langballe, Amina Elmi og Tove Ditlevsen.

## Historie
Sitet blev oprettet af det daværende Dansk BiblioteksCenter (i dag DBC Digital A/S) i 1998.